# La Bella Mafia
La Bella Mafia é o terceiro álbum de estúdio da rapper norte-americana Lil' Kim, lançado em 4 de março de 2003 através da Atlantic Records. O álbum estrou na quinta posição da Billboard 200 e recebeu o certificado de platina pela Recording Industry Association of America (RIAA), pelas mais de um milhão de cópias vendidas nos Estados Unidos.
La Bella Mafia recebeu avaliações positivas dos críticos musicais, marcando a habilidade lírica de Kim como impressionante e sua presença como formidável. O álbum gerou dois singles que conquistaram sucesso nas tabelas da Billboard. O carro-chefe, "The Jump Off", alcançou a 17ª posição da Billboard Hot 100 e a 16ª posição da parada de singles do Reino Unido. O segundo single, "Magic Stick", com participação de 50 Cent, atingiu a segunda posição da Billboard Hot 100. As canções "Magic Stick" e "Came Back for You" deram à Kim indicações ao Grammy Awards nas categorias de Melhor Performance de Rap por um Duo ou Grupo e Melhor Performance Feminina Solo de Rap, respectivamente.

## Antecedentes
No final de 2001, Lil' Kim deixou o Junior M.A.F.I.A. e cortou os laços com todos os membros. Ela também terminou sua amizade e relacionamento comercial com o colaborador de longa data Sean "Diddy" Combs.
As sessões de gravação de La Bella Mafia começaram na primavera de 2002. Em abril de 2002, Kim afirmou em uma entrevista que havia começado a trabalhar com Dr. Dre. Ela disse à MTV: "Tenho conversado muito com Dre. E Dre e eu estamos conversando sobre a possibilidade de fazer algumas colaborações. Ele é um gato legal. Eu amo Dre. Nossa química no estúdio foi legal. Nós temos trabalhado, sabe, tentando inventar algumas coisas". Kim também afirmou que queria trabalhar com Eminem, Timbaland e The Neptunes.[carece de fontes?]
O título original do álbum era Hollyhood (que também deveria ser o nome de sua linha de roupas e de seu esquete), mas foi alterado para La Bella Mafia (que em italiano significa "A Bela Máfia") depois de Kim assistiu ao filme de 1997 com o mesmo nome. Ela afirmou: "Qualquer garota que seja forte e muito dedicada ao que faz e não se meta em bagunça, pode fazer parte da La Bella Mafia".[carece de fontes?]
Cartões colecionáveis limitados foram incluídos nas primeiras 500.000 cópias do álbum nos Estados Unidos, que permitiam que os fãs desbloqueassem conteúdo exclusivo, como fotos e vídeos, da Internet.

## Singles
La Bella Mafia gerou dois singles internacionais e um terceiro single apenas nos Estados Unidos. O primeiro single, "The Jump Off", atingiu a 17ª posição da Billboard Hot 100, tornando-se o maior single de Kim na tabela desde "Not Tonight (Ladies Night Remix)" (1997). Também alcançou o número oito na Hot R&B/Hip-Hop Songs, número sete na Hot Rap Tracks e número 16 na parada de singles do Reino Unido. O segundo single, "Magic Stick", com participação de 50 Cent, alcançou a segunda posição da Hot 100, apesar de não ter recebido videoclipe ou lançamento comercial. Eventualmente, passou 14 semanas na tabela, sendo o single de Kim de maior desempenho na parada. Também alcançou o número dois na Hot R&B/Hip-Hop Songs, número sete na Pop Songs e número um na Hot Rap Songs. A canção "Thug Luv", com participação de Twista, foi servida às rádios estadunidenses. Atingiu a 60ª posição da Hot R&B/Hip-Hop Songs e o número 14 da Hot Rap Songs.

## Recepção da crítica
La Bella Mafia recebeu avaliações geralmente positivas. O crítico do AllMusic, Jason Birchmeier, afirmou que seu álbum anterior, The Notorious K.I.M. foi considerada uma "decepção" como uma continuação de seu álbum de estreia Hard Core e La Bella Mafia a restabeleceu como um "ícone da indústria". Nick Catucci, um crítico da Spin Magazine, que deu ao álbum 3 estrelas afirmou: "O Rei está morto–viva a Rainha".
O crítico da revista Stylus, Brett Berliner, deu ao álbum um B+, chamando-o de "um dos melhores álbuns de hip-hop de 2003" e disse: "Kim agora está em uma classe de MCs femininas que inclui apenas Rah Digga e MC Lyte–e ela é mais confiante, engraçado e sexy do que qualquer um deles". Sal Cinquemani, da Slant Magazine, deu ao álbum 3 estrelas afirmando que o álbum foi seu "esforço mais consistente até agora" e acrescentou que o álbum "toca como uma bravata gigante sobre tudo: fama, dinheiro, poder, sexo, roupas, rimas".
Os críticos também ficaram impressionados com sua habilidade lírica. Jon Caramanica, da Rolling Stone, deu ao álbum 3 estrelas, afirmando: "Quando ela realmente suja as mãos, Kim parece mais enérgica e engajada do que há anos". No entanto, alguns críticos acharam que o álbum era muito longo e continha muitos enchimentos. Birchmeier do AllMusic afirmou que o álbum poderia ser um pouco "aparado". Brett Berliner, da Stylus Magazine, disse: "Gosto de cerca de oito músicas neste álbum, mas são faixas que só sinto vontade de ouvir de vez em quando".

## Desempenho comercial
La Bella Mafia estreou na quinta posição da Billboard 200 e na quarta posição da Top R&B/Hip-Hop Albums, vendendo 166.000 cópias em sua primeira semana. Em 16 de outubro de 2003, o álbum recebeu o certificado de platina pela Recording Industry Association of America (RIAA), e vendeu mais de 1.1 milhão de cópias nos Estados Unidos. Internacionalmente, o álbum atingiu a 81ª colocação na Suíça, número 82 na Alemanha e número 105 da França.

## Lista de faixas
| La Bella Mafia — Edição padrão |                                                                                    |                                                                                            |                                  |         |  |
| N.º                            | Título                                                                             | Compositor(es)                                                                             | Produtor(es)                     | Duração |  |
| 1.                             | "Intro"                                                                            | Sean Combs James Mtume Christopher Wallace Jean-Claude Olivier Klen Raphael Hillary Weston | Shaft Big Hill                   | 1:25    |  |
| 2.                             | "Hold It Now" (com part. de Havoc)                                                 | Kimberly Jones Kejuan Muchita Adam Horovitz Darryl McDaniels Rick Rubin Joseph Simmons     | Havoc                            | 5:25    |  |
| 3.                             | "Doing It Way Big"                                                                 | Jones Jay Garfield                                                                         | Jay "Waxx" Garfield              | 4:00    |  |
| 4.                             | "Can't Fuck with Queen Bee" (com part. de Governor e Shelene Thomas do Full Force) | Jones Coton Greene Henry Redd Deniece Williams Nathan Watts                                | Full Force                       | 4:58    |  |
| 5.                             | "Hollyhood Skit"                                                                   |                                                                                            |                                  | 0:51    |  |
| 6.                             | "Shake Ya Bum Bum" (com part. de Lil' Shanice)                                     | Jones                                                                                      | Garfield                         | 3:18    |  |
| 7.                             | "This Is Who I Am" (com part. de Swizz Beatz e Mashonda)                           | Jones Kaseem Dean Mashonda Tirfrere                                                        | Swizz Beatz                      | 3:16    |  |
| 8.                             | "The Jump Off" (com part. de Mr. Cheeks)                                           | Jones Osten Harvey Terrance Kelly Tim Patterson                                            | Timbaland                        | 3:54    |  |
| 9.                             | "This Is a Warning"                                                                | Jones R. Kelly                                                                             | Kimberly "Lil' Kim" Jones        | 3:42    |  |
| 10.                            | "(When Kim Say) Can You Hear Me Now?" (com part. de Missy Elliott)                 | Jones Scott Storch                                                                         | Storch                           | 3:12    |  |
| 11.                            | "Thug Luv" (com part. de Twista)                                                   | Jones Storch Carl Mitchell                                                                 | Storch                           | 4:12    |  |
| 12.                            | "Magic Stick" (com part. de 50 Cent)                                               | Jones Curtis Jackson Carlos Evans Michael Clervoix Rick Ravon Roy Hawkins                  | Phantom of the Beat Sha Money XL | 3:31    |  |
| 13.                            | "Get in Touch with Us" (com part. de Styles P)                                     | Jones Lamont Porter Kehinde Hassan Taiwo Hassan                                            | Ez Elpee Thorobreads             | 3:47    |  |
| 14.                            | "Heavenly Father" (com part. de Big Hill)                                          | Jones Raphael Kenny Gamble Leon Huff                                                       | Shaft                            | 5:07    |  |
| 15.                            | "Tha Beehive" (com part. de Reeks, Bunky S.A., Vee e Saint do The Advakids)        | Jones Ray Evans                                                                            | DJ Bless                         | 8:07    |  |
| 16.                            | "Came Back for You"                                                                | Jones Kanye West Jimmy Webb                                                                | West                             | 4:20    |  |
| Duração total:                 | Duração total:                                                                     | Duração total:                                                                             | Duração total:                   | 63:05   |  |

| La Bella Mafia — Edição japonesa (faixa bônus) |                   |                                      |                |         |  |
| N.º                                            | Título            | Compositor(es)                       | Produtor(es)   | Duração |  |
| 17.                                            | "What's the Word" | Jones Rondell Turner Voletta Wallace | Ron Browz      | 3:03    |  |
| Duração total:                                 | Duração total:    | Duração total:                       | Duração total: | 66:08   |  |

Notas
- ↑a  denota um co-produtor.

Créditos de samples
- "Intro" contém um sample de "Juicy" de The Notorious B.I.G.
- "Hold It Now" contém um sample de "Paul Revere" de Beastie Boys.
- "Can't Fuck with Queen Bee" contém uma interpolação de "Free" de Deniece Williams.
- "Shake Ya Bum Bum" contém um sample de "Hum" de Sudesh Bhosle, Mohammad Aziz, Udit Narayan, Alka Yagnik e Sonali Vajpayee.
- "The Jump Off" contém uma interpolação de "Jeeps, Lex Coups, Bimaz & Benz" de Lost Boyz.
- "This Is a Warning" contém um sample de "A Woman's Threat" de R. Kelly.
- "Magic Stick" contém elementos de "The Thrill Is Gone" de B.B. King.
- "Get in Touch with Us" contém um sample de "Zindagi Ban Gaye Ho Tum" de Udit Narayan e Alka Yagnik.
- "Heavenly Father" contém um sample de "A Prayer" de The O'Jays.
- "Came Back for You" contém um sample de "Didn't We" de Irene Reid.

## Tabelas musicais

### Tabelas semanais
| Tabela musical (2003)                               | Melhor posição |
| --------------------------------------------------- | -------------- |
| Alemanha (Offizielle Top 100)                       | 82             |
| Austrália - Hitseekers (ARIA)                       | 10             |
| Austrália - Urban Albums (ARIA)                     | 24             |
| Canadá (Nielsen SoundScan)                          | 47             |
| Canadá - R&B Albums (Nielsen SoundScan)             | 11             |
| Estados Unidos (Billboard 200)                      | 5              |
| Estados Unidos - Top R&B/Hip-Hop Albums (Billboard) | 4              |
| França (SNEP)                                       | 1              |
| Japão (Oricon)[carece de fontes?]                   | 33             |
| Reino Unido (OCC)[carece de fontes?]                | 80             |
| Reino Unido - R&B Albums (OCC)[carece de fontes?]   | 13             |
| Suíça (Schweizer Hitparade)[carece de fontes?]      | 181            |

### Tabelas de fim de ano
| Tabela musical (2003)                               | Melhor posição |
| --------------------------------------------------- | -------------- |
| Estados Unidos (Billboard 200)                      | 68             |
| Estados Unidos - Top R&B/Hip-Hop Albums (Billboard) | 24             |

## Certificações
| Região                | Certificado | Unidades certificadas/vendas |
| --------------------- | ----------- | ---------------------------- |
| Estados Unidos (RIAA) | Platina     | 1.100.000                    |